# Viale Antonio Gramsci
Viale Antonio Gramsci è un grande viale di Firenze, facente parte dei viali di Circonvallazione, grandi viali a numerose corsie ispirati ai boulevard parigini, e costruiti da Giuseppe Poggi ai tempi in cui la città era capitale d'Italia. La strada collega piazza Beccaria a piazzale Donatello, oltre il quale prosegue sotto il nome di viale Giacomo Matteotti. Lungo il tracciato si innestano via Giacomo Leopardi e via Pietro Colletta, via della Mattonaia e viale Giuseppe Mazzini, viale Bernardo Segni, via Silvio Pellico e via Benedetto Varchi, via Jacopo Nardi, via Vittorio Alfieri e via Giuseppe La Farina.

## Storia
Tutti i viali di questa zona erano intitolati originariamente a membri di Casa Savoia: viale Gramsci era dedicato al principe Eugenio (delibera della giunta comunale del marzo 1869). Con delibera del consiglio comunale dell'aprile 1947, confermata nel novembre 1963, la precedente titolazione venne sostituita dall'attuale, in omaggio al politico e filosofo Antonio Gramsci (1891-1937).
Prima della creazione della strada carrabile qui correvano le mura e la relativa strada che si trovava dal lato della città storica era al tempo indicata con il nome di via Lungo le Mura della Mattonaia. In particolare, dove il viale curva e vi si innestano il viale Mazzini e viale Segni, si trovava il "baluardo a' tre canti", detto così proprio per la curvatura a triangolo che assumeva la zona. Demolito dal Poggi, ebbe qui sede, dal 1869 al 1896, la stazione di Porta alla Croce della Società per le strade ferrate romane, demolita quando i binari vennero spostati nella sede attuale, con la costruzione della nuova stazione di Firenze Campo di Marte.
La realizzazione del viale è da valutare all'interno del progetto di ingrandimento della città di Firenze redatto da Giuseppe Poggi per far fronte alle nuove necessità urbanistiche determinate dalla scelta di Firenze come Capitale d'Italia (1865-1871), e quindi in rapporto all'intervento di atterramento delle mura in modo da creare un anello di circonvallazione utile sia a collegare le zone est e ovest della città, sia ad annullare la cesura tra la Firenze storica e i nuovi quartieri periferici. Già definito nel tracciato attorno al 1869, vide l'edificazione o la riconfigurazione (dovuta a parziali espropri legati alla necessità di abbassare il piano stradale) di numerosi villini di carattere alto borghese soprattutto dal lato del quartiere della Mattonaia, mentre dal lato esterno l'attività edilizia fu oltremodo rallentata dalla presenza della stazione ferroviaria di Porta alla Croce, il cui spostamento era già stato previsto da Giuseppe Poggi proprio per favorire l'espansione urbana, e che tuttavia fu demolita solo nel 1896, con la relativa nuova realizzazione della strada ferrata oltre il nuovo quartiere e la parallela edificazione della stazione di Campo di Marte.

## Descrizione
Il viale va ad integrarsi nella principale arteria di trasporto di Firenze, la circonvallazione del centro. L'intenso flusso veicolare ha portato nel tempo alla demolizione delle aiuole con siepi che un tempo separavano le corsie e i due sensi di marcia (in alcuni punti allietati da sculture in bronzo raffiguranti animali), e alla loro sostituzione con barriere divisorie New Jersey in cemento armato, sicuramente funzionali ma che certo rappresentano quanto di più lontano si possa immaginare per la zona residenziale alto borghese pensata dal Poggi.
All'altezza del viale Giuseppe Mazzini, l'aiuola che ancora si conserva ha visto nel 1986 l'erezione di una statua in bronzo raffigurante appunto Giuseppe Mazzini, opera di Antonio Berti. Sulla sua base due targhe che recitano:
| "L'EUROPA DEI POPOLI SARÀ UNA" GIUSEPPE MAZZINI                                                                                          |
| 1986 FIRENZE CAPITALE DELLA CULTURA EUROPEA OPERA DI ANTONIO BERTI A CURA DEL COMUNE DI FIRENZE E DELLA ASSOCIAZIONE MAZZINIANA ITALIANA |

La statua in bronzo venne fusa su progetto dello scultore Antonio Berti.

### Edifici
| Immagine | N°    | Nome                   | Descrizione |
| -------- | ----- | ---------------------- | --- |
|          | 16    | Palazzina Enpi         | L'edificio fu costruito tra il 1956 e il 1957 su progetto dell'architetto Pierluigi Spadolini e committenza dell'Ente Nazionale Prevenzione Infortuni. Per evitare un eccessivo impatto sulla zona fu pensato come costituito da tre corpi di fabbrica, uno principale, affacciato sul viale Antonio Gramsci e riservato agli uffici, uno laterale, basso, col fronte su via Colletta destinato ad aula di lezioni e riunioni, e un terzo atto ad ospitare gli ambulatori, posto parallelo al viale Gramsci ma interno, oltre il giardino di pertinenza in fregio alla strada. Per consentire una ottimale gestione degli spazi interni questi furono progettati liberi da elementi portanti e i pilastri in cemento armato furono portati all'esterno della facciata. Questa stessa scelta fu anche motivo per connotare decisamente il fronte principale, dove i pilastri scandiscono il prospetto con un ritmo regolare, inquadrando e incorniciandole le aperture. Dismesso, a lungo occupato, il palazzo fu poi venduto dall'Azienda Sanitaria di Firenze alla Finbest che ha provveduto a elaborare un progetto (architetto Alessandro Consigli) per la trasformazione del complesso in edificio residenziale "eco sostenibile". Il cantiere (aperto nel 2009 con la direzione dei lavori affidata all'architetto Claudio Sabatini) ha subito vari ritardi per l'opposizione degli abitanti del quartiere che tra l'altro hanno sottolineato il valore architettonico dell'edificio originario, che risulterebbe al termine dell'operazione fortemente alterato, in particolare per la demolizione del corpo basso su via Colletta (già atterrato) e del terzo corpo di fabbrica con la parallela costruzione di un nuovo edificio di cinque piani. |
|          | 26    | Villa Dandini de Silva | Fu costruita attorno al 1888 su progetto dell'ingegnere e architetto Cesare Spighi e committenza della famiglia Dandini de Silva in angolo col viale Giuseppe Mazzini, tra le prime a qualificare come zona residenziale di pregio quest'area della città. Negli anni settanta del Novecento, da lungo tempo disabitata e fatiscente (tanto che nel quartiere era iniziata a diffondersi la voce che la casa fosse abitata da fantasmi e i ragazzi costretti a lunghi giri pur di evitarla) l'edificio rischiò persino di essere demolito (si veda l'allarme lanciato da Alfredo Forti dalle pagine de "La Nazione") per fare posto a una palazzina moderna. Fortunatamente, acquisita dalla Cassa di Risparmio di Lucca, la villa è stata recentemente restaurata con cura e, nonostante il giardino di pertinenza sia stato quasi del tutto trasformato in parcheggio, ha riacquistato l'eleganza e il pregio che già l'avevano caratterizzata. L'edificio ha un portale in pietra che rimanda ai modelli rinascimentali sia nel disegno d'insieme sia nei particolari, come accade con le due teste d'ariete che coronano le paraste che lo delimitano. Nell'insieme appaiono evidenti le strette analogie tra questa realizzazione e la villa Renatico di Ferdinando Martini realizzata dallo stesso Spighi a Monsummano. |
|          | 30-32 | Palazzo                | Per quanto il prospetto sul viale Antonio Gramsci presenti un disegno riconducibile alla tipologia del villino ottocentesco, le dimensioni sia complessive sia dei singoli elementi costitutivi la facciata sono tali da far meritare all'edificio il titolo di palazzo (o di villa, non fosse per il giardino che si sviluppa solo su due lati). Posto a determinare l'angolo col viale Bernardo Segni, presenta una pianta a "L" che consente alla fabbrica di svilupparsi in profondità per sette assi ben distanziati tra loro, con accessi alle rimesse (di cui una già scuderia) da ambedue i lati. Nell'insieme è chiaro il riferimento alla tradizione poggiana, anche nei singoli particolari, quali le mensole delle finestre e la bella gronda alla romana. La data di realizzazione dovrebbe collocarsi sul finire degli anni novanta, tenendo presente questa stretta relazione con la tradizione ottocentesca e, al tempo stesso, i limiti posti all'urbanizzazione di questa porzione dell'area per la presenza della stazione ferroviaria di Porta alla Croce, demolita nel 1896, presso la quale sorgeva uno dei capilinea della Tranvia del Chianti. L'insieme, recentemente restaurato, ospita uffici del Monte dei Paschi di Siena (settore promotori finanziari). |
|          | 34    | Villa Fagan            | La villa, circondata da un giardino tranne che per il fianco su via Benedetto Varchi dove si trova anche un suo annesso (numero civico 2 rosso) è una delle più significative emergenze del quartiere sorto in fregio al viale Principe Eugenio tra la fine dell'Ottocento e i primi del Novecento, qualificato dalla notevole presenza di edifici con il carattere di villa, primo tra tutti (per ricchezza e per la precoce data di erezione) quello realizzato per la famiglia Dandini de Silva all'incrocio con il viale Giuseppe Mazzini. In questo caso la data di realizzazione della residenza dovrebbe collocarsi sul finire degli anni novanta, tenendo presente la stretta relazione che ancora mantiene con la tradizione ottocentesca e, al tempo stesso, i limiti posti all'urbanizzazione di questa porzione dell'area per la presenza della stazione di Porta alla Croce, demolita nel 1896. |
|          | 45-47 | Villino                | L'edificio ha i caratteri propri dei villini della seconda metà dell'Ottocento (due piani, tre assi, portone coronato da balcone, cancello laterale un tempo di accesso agli spazi verdi di pertinenza, e via dicendo) ed è da datarsi attorno al 1870, successivamente all'abbattimento dell'ultima cerchia di mura della città che grossomodo sorgeva in corrispondenza della mezzeria degli attuali viali. Tra i molti esempi presenti nella zona e lungo lo stesso viale non presenta specificità particolari, non fosse per il curioso corpo in soprelevazione, particolarmente articolato e con un'altana segnata da monofore a sesto acuto, unite ad altri elementi desunti dalla tipologia e dallo stile che si diceva 'chalet svizzero', allora ugualmente in voga anche se destinata alle aree collinari e agli edifici immersi nel verde. |
|          | 53    | Villino Vidya          | Il villino è posto sull'angolo tra il viale e via della Mattonaia, caratterizzato da uno smusso con balcone che guarda in direzione di piazza Donatello, secondo una soluzione osservabile in altri immobili coevi posti lungo lo stesso asse in corrispondenza degli incroci viari. Pur essendo l'insieme ancora rappresentativo della dimensione dell'abitare propria della seconda metà dell'Ottocento, attualmente il villino non si distingue più di tanto da altre realizzazioni fiorentine del periodo. Non così era all'origine quando la casa fu abitata dallo scrittore, letterato e indianista Angelo de Gubernatis, per il quale l'edificio era stato progettato dall'architetto Michelangelo Maiorfi (chiusura del cantiere nel 1882) e decorato sui prospetti da Dario Maffei, in un particolarissimo connubio tra temi propri della cultura occidentale e della cultura orientale. Apparivano infatti sui fronti le effigi di Dante e Manzoni a fianco di quelle del Buddha e del dio Ganesha, come pure iscrizioni in lingua pāli, vedica e sanscrita, andate distrutte nel tempo ma a suo tempo trascritte nel repertorio di Francesco Bigazzi. |
|          | 69    | Villino                | Aperto sul viale con una grande cancellata, si trova un villino neoclassico con un giardino davanti, posto lungo l'asse nord sud e quindi privo di affaccio sulla strada. Oggi è sede della Banca Federico Del Vecchio. È diviso in "villino" e "limonaia", entrambi realizzati sul finire del XIX secolo e affacciati su un giardino in cui spicca la fontana bronzea di Sirio Tofanari. Gli interni della villa ospitano la collezione della banca, tra mobilio antico, vetri di Murano, ottoni e tappezzerie, oltre a una quadreria specializzata in lavori dei Macchiaioli (Fattori, Signorini, Lega, Nomellini), una raccolta di incisioni e una di pezzi d'antiquariato. La limonaia è caratterizzata da un grande loggiato un tempo aperto sullo spazio verde, e decorato da graffiti. |